# Clemente de Métis
Clemente de Métis (em latim: Clemens de Metiae; em francês:  Clément de Metz) é venerado como o primeiro bispo de Métis. Segundo a tradição, ele foi enviado por São Pedro a Métis durante o século I, com dois discípulos: Celestino e Félix, que são listados como seus sucessores no que vê. No entanto, essa lenda pode ter sido construída muito mais tarde para dar mais antiguidade à visão episcopal e fazer com que a diocese de Métis pareça ser mais antiga do que realmente era. Como escreve Hipólito Delehaye, "Ter vivido entre os seguidores imediatos do Salvador foi ... honroso ... e, portanto, antigos patronos de igrejas foram identificados com certas pessoas nos evangelhos ou que deveriam ter tido parte da vida de Cristo na Terra. " A elaboração desta lenda afirma que Clemente era o tio do papa Clemente I.
Clemente pode ter chegado a Métis no final do século III, embora o primeiro bispo totalmente reconhecido, no entanto, seja Sperus ou Hesperus, que foi bispo em 535.

## Lenda do dragão
Clemente de Métis, como muitos outros santos, é o herói de uma lenda na qual ele é o conquistador de um dragão local. Na lenda de São Clemente, chama-se Graoully ou Graouilly. A lenda afirma que o Graoully, juntamente com inúmeras outras cobras, habitavam o anfiteatro romano local. O hálito das cobras envenenara tanto a área que os habitantes da cidade estavam efetivamente presos na cidade. Depois de converter os habitantes locais ao cristianismo depois que eles concordaram em fazê-lo em troca de livrá-los do dragão, Clement entrou no anfiteatro e rapidamente fez o sinal da cruz depois que as cobras o atacaram. Eles foram imediatamente domados por isso. Clemente levou o Graoully até a beira do Seille e ordenou que ele desaparecesse em um lugar onde não houvesse homens ou animais. Orius não se converteu ao cristianismo depois de Clemente domar o dragão. No entanto, quando a filha do rei morreu, Clemente a trouxe de volta da morte, resultando na conversão do rei.
O Graoully rapidamente se tornou um símbolo da cidade de Métis e pode ser visto em inúmeras manifestações da cidade, desde o século X. Na Idade Média, uma grande efígie do Graoully foi realizada durante procissões na cidade. O Graoully era uma grande figura de lona recheada de feno e doze pés de altura.
Durante o século XVIII os padeiros deram ao dragão um pequeno pedaço de pão branco, enquanto no último dia dos dias de Rogation, as crianças chicoteavam a efígie no pátio da abadia de Saint Arnould, que era o último estágio da procissão. O poeta Paul Verlaine também ficou assustado quando criança pelo "monstro de papelão" durante as procissões em sua cidade natal. Os autores de Métis tendem a apresentar a lenda do Graoully como um símbolo da vitória do cristianismo sobre o paganismo, representada pelo dragão prejudicial. Hoje, o Graoully continua sendo um dos principais símbolos de Métis. Uma representação do Graoully do século XVI pode ser vista na cripta da catedral. Além disso, uma escultura semi-permanente do Graoully também é suspensa no ar na rua Taison, perto da catedral. Além disso, o Graoully é mostrado nos emblemas heráldicos do clube de futebol de Métis e também é o apelido do time de hóquei no gelo de Métis.

O violinista, compositor Alain Celo, da Orquestra Nacional de Lorena, escreveu uma peça para o conjunto intitulada O Graoully, Dragão de  Métis. A peça é uma história musical com narração que descreve a luta épica entre São Clemente e o lendário dragão no anfiteatro romano. 

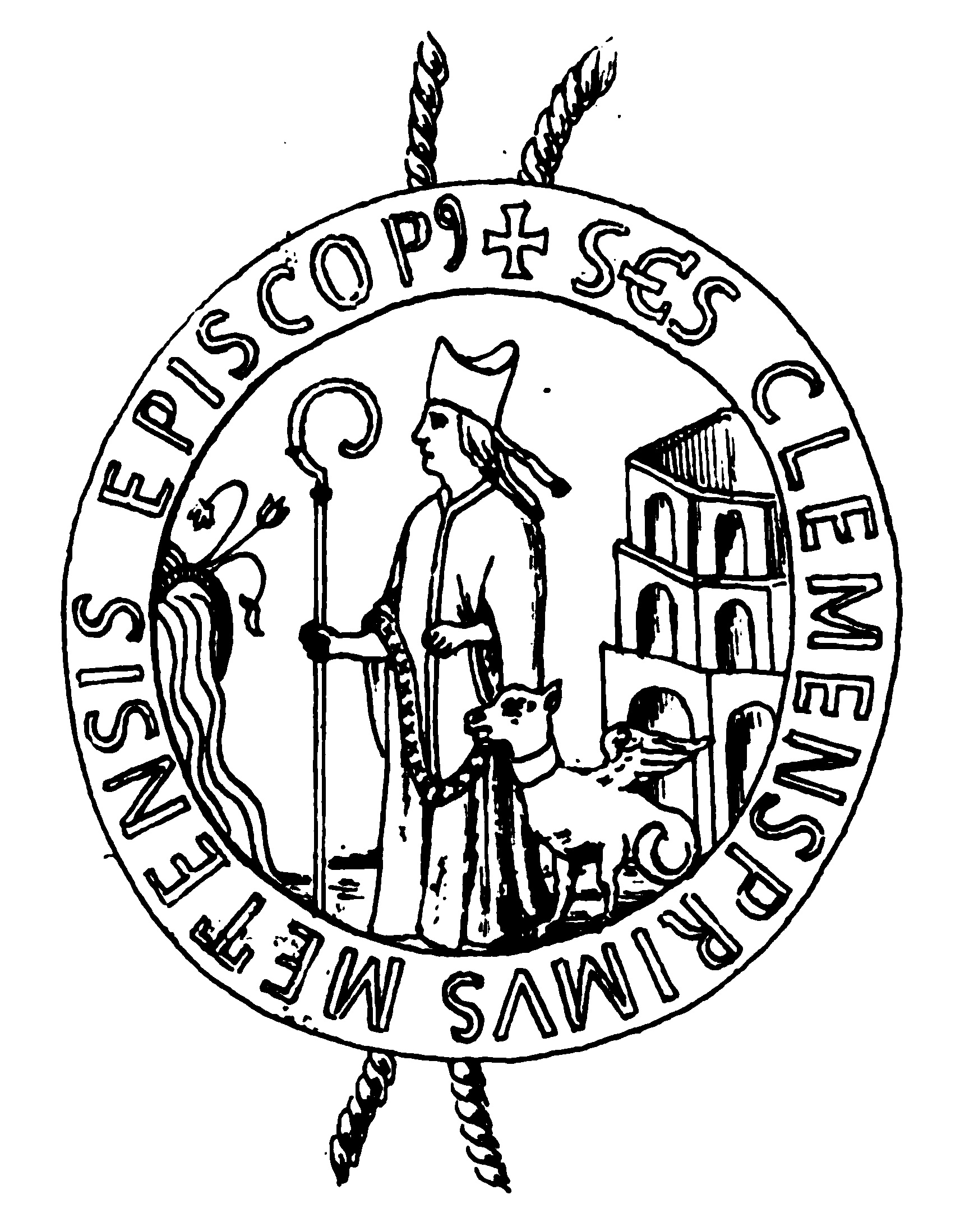
Selo da abadia de São Clemente durante o século XIV.
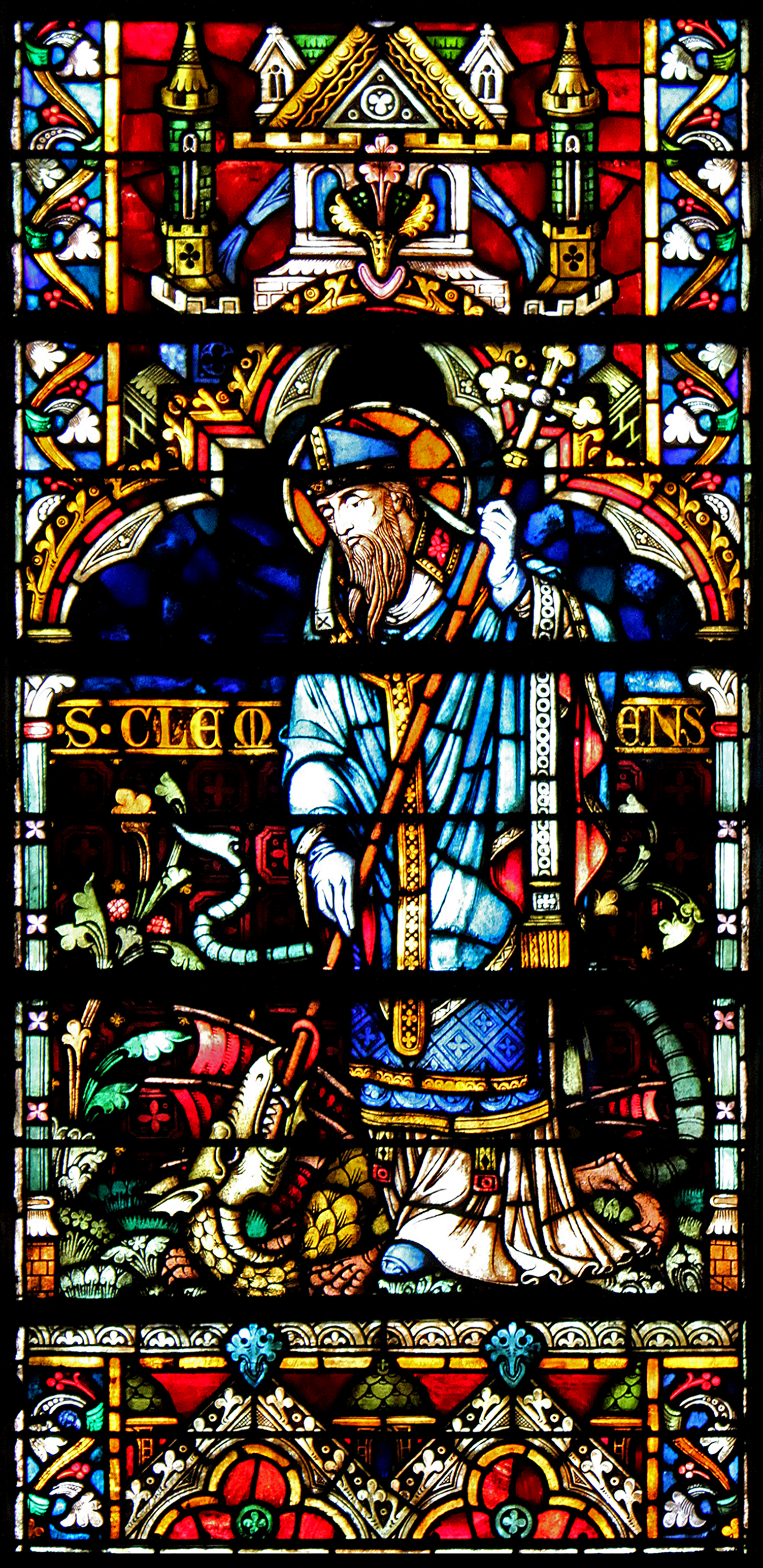
Clemente de Métis, Janela de Hermann de Munster, século XIV, Catedral de Métis.

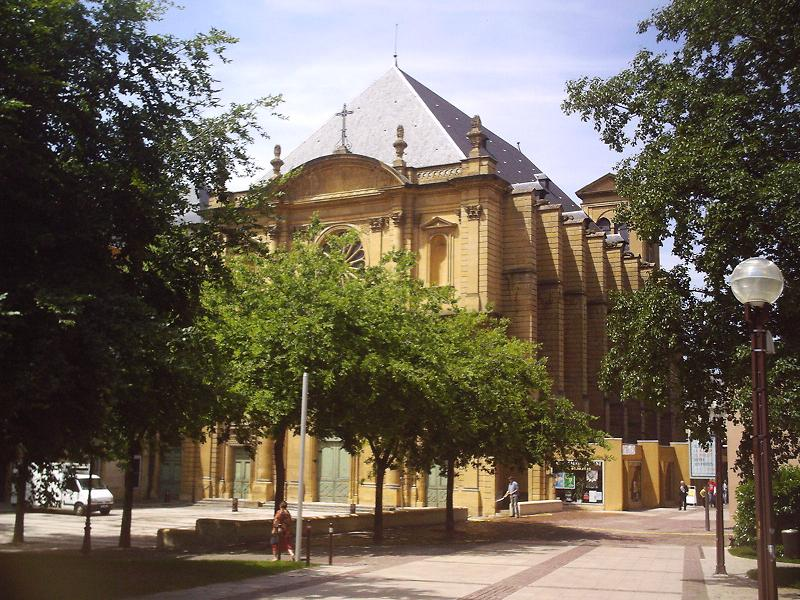
Abadia de São Clemente em Métis

## Lenda do alce
Outra lenda associada a Clemente afirma que um alce se refugiou sob os joelhos do santo em duas ocasiões, convencendo assim o rei local, Orius, cujos cães estavam em busca do veado, da santidade de Clemente.

## Veneração
A celebração de Clemente de Métis é no dia 23 de novembro. Além disso, a principal abadia de Métis, agora sede do parlamento de Lorena, recebeu o nome dele. 